# Leptotrema patulum
Leptotrema patulum är en lavart som först beskrevs av William Nylander och fick sitt nu gällande namn av Johannes Müller Argoviensis 1895. 
Leptotrema patulum ingår i släktet Leptotrema och familjen Thelotremataceae. Inga underarter finns listade i Catalogue of Life.